# کیمولت (اوهایو)
کیمولت (به انگلیسی: Chemult) یک منطقهٔ مسکونی در ایالات متحده آمریکا است که در شهرستان کلاماث، اورگن واقع شده‌است. کیمولت ۱٬۴۵۲٫۰۸ متر بالاتر از سطح دریا واقع شده‌است.